# Nairamdalpiek
De Nairamdalpiek (Mongools: Хүйтэн оргил), ook Vriendschapspiek is een van de vijf bergtoppen van de Tavan Bogd, een berg in de bergketen Altaj. De bergtop markeert het drielandenpunt op de grenzen van Rusland, China en Mongolië. 
De berg heeft een hoogte van 4180 meter boven de zeespiegel, 194 meter lager dan het hoogste punt van Mongolië, de bergtop Hüjtenpiek van dezelfde Tavan Bogd. De dominantie is hiermee ook beperkt tot 2,46 km. De berg ligt in het meest westelijke punt van Mongolië, in de Mongolische ajmag Bajan-Ölgi. In China ligt de bergtop in de prefectuur Altay van de Autonome Kazachse Prefectuur Ili in de autonome regio Xinjiang, in het uiterste noordnoordwesten van het land. 
In Rusland ligt de bergtop in het uiterste zuiden van de Russische autonome republiek Altaj, in het gemeentelijk district Kosj-Agatsjski. De bergketen begrenst daar het hoogland van het Oekokplateau. De Nairamdalpiek is het op twee na hoogste punt van Siberië, na de vulkaan Kljoetsjevskaja Sopka op het schiereiland Kamtsjatka en de Beloecha, onderdeel van hetzelfde Altajgebergte, en ruim 100 km westelijker van de Nairamdalpiek, op de grens met Kazachstan. De Nairamdalpiek vormt een grenspunt van het UNESCO Werelderfgoed als onderdeel van de Gouden bergen van Altaj gezien het Oekokplateau een van de drie geselecteerde zones van deze inschrijving is.